# Lao (folyó)
A Lao (görögül Λᾶος; latinul Laus, Laos; korábbi nevén Laino) egy olaszországi folyó. A Pollino masszívum vidékéről ered, átszeli Cosenza megye területét és a Policastrói-öbölbe ömlik Santa Maria del Cedro város mellett. Torkolatvidékén találhatók az ókori görög város, Laos romjai, melyet Sztrabón és idősebb Plinius is megemlítenek feljegyzéseikben. A folyó képezte az ókori Lucania és Bruttium provinciák közötti határvonalat.